# Dipsacaster pentagonalis
Dipsacaster pentagonalis är en sjöstjärneart som beskrevs av Alcock 1893. Dipsacaster pentagonalis ingår i släktet Dipsacaster och familjen kamsjöstjärnor. Inga underarter finns listade i Catalogue of Life.